# The Elder Scrolls VI
The Elder Scrolls VI (Arbeitstitel) ist ein kommendes Action-Rollenspiel, das von Bethesda Game Studios entwickelt und von Bethesda Softworks veröffentlicht wird. Es wird der sechste Hauptteil der The-Elder-Scrolls-Reihe sein, nach The Elder Scrolls V: Skyrim aus dem Jahr 2011. Das Spiel soll für Windows und Xbox-Konsolen erscheinen, voraussichtlich „2026 oder später“.
Das Projekt wird von Game Director Todd Howard geleitet, der diese Rolle bereits bei früheren Spielen von Bethesda übernahm. The Elder Scrolls VI ist das zweite Spiel, das auf der hauseigenen Creation Engine 2 basiert – nach Starfield (2023). Die Vorproduktion begann spätestens 2018, offiziell angekündigt wurde das Spiel während der E3 2018. Die aktive Produktion begann im Jahr 2023, nach dem Start von Starfield.

## Entwicklung

### Hintergrund
Im Juni 2016 bestätigte Todd Howard, Direktor und Executive Producer bei Bethesda Game Studios, dass das Entwicklerstudio an einem neuen The-Elder-Scrolls-Titel arbeite. Er bezeichnete den Status des Spiels als „eine Art Elefant im Raum“ und erklärte: „Es ist gut, unseren Fans in solchen Momenten zu sagen: Ja, natürlich arbeiten wir an The Elder Scrolls VI.“ Zugleich dämpfte er Erwartungen hinsichtlich des Entwicklungsfortschritts und wies darauf hin, dass die Veröffentlichung noch in weiter Ferne liege.
Im Oktober 2018 bekräftigte Matt Firor, Produzent bei ZeniMax Online Studios, diesen Zeitplan. Er wies darauf hin, dass The Elder Scrolls VI erst deutlich nach Starfield erscheinen werde, und erklärte: „Wenn man sich ansieht, wie viele Jahre zwischen den Spielen von Bethesda Game Studios liegen, kann man erahnen, dass [TES VI] nicht so bald erscheinen wird.“ Zudem prognostizierte er, dass bis zur Veröffentlichung eine neue Konsolengeneration auf dem Markt sein werde. Im Mai 2020 antwortete Pete Hines, Senior Vice President of Global Marketing & Communications bei Bethesda, auf eine Twitter-Anfrage zur Veröffentlichung des Spiels: „Es kommt nach Starfield, über das ihr praktisch noch nichts wisst. Wenn du jetzt schon nach Details fragst und nicht erst in ein paar Jahren, dann habe ich deine Erwartungen schlecht gemanagt.“
Im März 2019 kündigte Bethesda im Rahmen eines Videos zum 25-jährigen Jubiläum der Reihe an, dass die YouTuberin Shirley Curry, bekannt als „Skyrim Grandma“, per Motion-Capture-Technik als NPC im Spiel verewigt wird. Ihre Integration ins Spiel geht auf eine Fanpetition bei Change.org zurück, nachdem sie öffentlich geäußert hatte, das Spiel aus Altersgründen womöglich nicht mehr spielen zu können. Bethesda Game Studios hatte zuvor bereits einen anderen prominenten Fan der Reihe im Spiel verewigt: den an Krebs erkrankten Erik „Immok the Slayer“ West, der 2011 als NPC „Erik der Schlächter“ in The Elder Scrolls V: Skyrim auftauchte. Seine Aufnahme inspirierte die Fanbewegung, die sich für Currys Einbindung einsetzte.
Das Spiel soll zudem mittels Photogrammetrie reale Landschaften und Topografien abbilden, um eine bisher nicht erreichte Größenordnung und visuelle Tiefe zu erreichen.
Im März 2021 wurde ZeniMax Media, die Muttergesellschaft von Bethesda, von Microsoft übernommen, wodurch Bethesda Teil der Xbox Game Studios wurde. Xbox-CEO Phil Spencer erklärte, dass zukünftige Titel bevorzugt für Plattformen mit Xbox Game Pass erscheinen würden.
Im Jahr 2021 bestätigte Todd Howard, dass sich das Spiel in der Designphase befinde und auf den technologischen Grundlagen von Starfield basiere, dem ersten Spiel mit der neuen Creation Engine 2. Howard prognostizierte, dass der Titel etwa „15 bis 17 Jahre nach Skyrim“ erscheinen werde.

### Produktion
Im August 2023 erklärte Todd Howard, sein Ziel sei es, mit The Elder Scrolls VI „den ultimativen Fantasy-Weltsimulator“ zu schaffen. Im selben Monat begann die aktive Produktion des Spiels, nachdem die Arbeiten an Starfield abgeschlossen waren.
Am 25. März 2024 bestätigte Bethesda Game Studios zum 30-jährigen Jubiläum der Reihe, dass sich das Spiel in Entwicklung befinde und erste spielbare Builds existieren.

## Veröffentlichung
Das Spiel wurde erstmals während der Bethesda-Konferenz auf der E3 am 10. Juni 2018 offiziell angekündigt. Todd Howard präsentierte dabei einen kurzen Teaser-Trailer und bestätigte, dass sich das Spiel in der Vorproduktion befinde. Geplant war ein Release nach den damals in Entwicklung befindlichen Titeln Fallout 76 (2018) und Starfield (2023).
Im September 2020 verkündete Microsoft, den Kauf der Bethesda-Muttergesellschaft ZeniMax Media für 7,5 Milliarden US-Dollar. Nach dem Abschluss der Übernahme erklärte Xbox-CEO Phil Spencer, dass künftige Bethesda-Spiele exklusiv für Plattformen erscheinen könnten, „auf denen Xbox Game Pass verfügbar ist“. Später erklärte Spencer, dass der Titel nach dem kommenden Fable-Spiel von Playground Games veröffentlicht werden solle, dessen Release aktuell für 2026 geplant ist. Vor der Microsoft-Übernahme war ursprünglich ein Veröffentlichungszeitraum im Geschäftsjahr 2024 angedacht.
Im Juni 2023 äußerte sich Phil Spencer zur Veröffentlichung im Rahmen einer Anhörung der Federal Trade Commission zur geplanten Übernahme von Activision Blizzard durch Microsoft. Er erklärte, das Spiel sei noch „mindestens fünf Jahre entfernt“ und Plattformen stünden noch nicht endgültig fest. Im selben Verfahren eingereichte Dokumente bestätigten die Exklusivität für Xbox und PC und nannten 2026 als frühestmöglichen Release-Zeitraum.